# Tantilla vulcani
Tantilla vulcani là một loài rắn trong họ Rắn nước. Loài này được Campbell miêu tả khoa học đầu tiên năm 1998.